# Nigeria op de Olympische Winterspelen 2022
Nigeria was een van de deelnemende landen aan de Olympische Winterspelen 2022 in Peking, China. Het land deed voor de tweede maal mee met de Winterspelen.

## Deelnemers en resultaten

### Langlaufen
Maximaal vier deelnemers per onderdeel
Lange afstanden
Mannen
| Naam                     | Onderdeel             | Uitslag | Uitslag |
| Naam                     | Onderdeel             | Tijd    | Rang    |
| ------------------------ | --------------------- | ------- | ------- |
| Samuel Uduigowme Ikpefan | 15 km klassieke stijl | DNF     | DNF     |

Sprint
Mannen
| Naam                     | Onderdeel | Kwalificatie | Kwalificatie | Kwartfinales   | Kwartfinales   | Halve finales  | Halve finales  | Finale         | Finale         |
| Naam                     | Onderdeel | Tijd         | Rang         | Tijd           | Rang           | Tijd           | Rang           | Tijd           | Rang           |
| ------------------------ | --------- | ------------ | ------------ | -------------- | -------------- | -------------- | -------------- | -------------- | -------------- |
| Samuel Uduigowme Ikpefan | Sprint    | 3:09,57      | 73           | niet geplaatst | niet geplaatst | niet geplaatst | niet geplaatst | niet geplaatst | niet geplaatst |